# Großer Preis von Österreich 1973
Der Große Preis von Österreich 1973 (offiziell XI Memphis Großer Preis von Osterreich) fand am 19. August auf dem Österreichring in Spielberg statt und war das zwölfte Rennen der Automobil-Weltmeisterschaft 1973.

## Berichte

### Hintergrund
Austragungsort für den Großen Preis von Österreich war bereits zum vierten Mal der Hochgeschwindigkeitskurs nahe Zeltweg, der nach wie vor ohne Schikanen befahren wurde.
Nachdem Ferrari an zwei WM-Läufen nicht teilgenommen hatte, war das Team nun wieder mit einem Wagen am Start, der von Arturo Merzario pilotiert wurde.
Aufgrund seiner beim Großen Preis von Deutschland erlittenen Verletzung musste Niki Lauda ausgerechnet bei seinem Heim-Grand-Prix pausieren. Er wurde bei B.R.M. nicht vertreten, sodass das Team zum einzigen Mal in dieser Saison nur mit zwei statt drei Werkswagen am Rennwochenende teilnahm.
Die Teams Ensign und Tecno erschienen jeweils mit weiterentwickelten Fahrzeugen. Zudem hatte Harvey Postlethwaite einige Modifikationen am Kunden-March von Hesketh Racing vorgenommen.
Das March-Werksteam holte drei Wochen nach dem Tod von Roger Williamson dessen Vorgänger Jean-Pierre Jarier als Stammfahrer zurück. Der Hauptsponsor STP stellte die finanzielle Unterstützung ein.

### Training
Emerson Fittipaldi hatte sich vollständig von seinen beim Training zum Großen Preis der Niederlande erlittenen Verletzungen erholt und erreichte die Pole-Position vor seinem Teamkollegen Ronnie Peterson. Hinter den beiden Lotus qualifizierten sich die beiden McLaren-Piloten Denis Hulme und Peter Revson. Carlos Reutemann und Merzario teilten sich die dritte Startreihe.

### Rennen
Peterson ging vom zweiten Startplatz aus in Führung. Pole-Setter Fittipaldi reihte sich als Dritter hinter Hulme ein. Revson kam aufgrund eines Kupplungsschadens nicht von seinem Startplatz weg. Mike Beuttler konnte nicht rechtzeitig ausweichen, kollidierte mit ihm und schied aus. Im Zuge dieser Kollision verlor sein March etwas Öl, welches auf den Asphalt gelangte.
In der vierten Runde überholte der von Platz sieben gestartete Jackie Stewart den Ferrari von Merzario und gelangte dadurch auf den vierten Rang. Kurz darauf versuchte sein Teamkollege François Cevert ebenfalls an dem Italiener vorbeizukommen. Dabei kam es allerdings zu einer Kollision, in deren Folge eine beschädigte Aufhängung Cevert zum Aufgeben zwang. Reutemann schaffte es hingegen wenig später, Merzario zu überholen. Da Hulme einen Boxenstopp einlegen musste, gelangte der Argentinier auf den vierten Rang. Der nun zweitplatzierte Fittipaldi wurde kurz darauf von seinem Teamkollegen Peterson vorbeigelassen, um seine Chancen auf den Weltmeistertitel aufrechterhalten zu können.
Bis zur 49. Runde blieb Fittipaldi an der Spitze, bevor er wegen eines Schadens im Bereich der Kraftstoffzufuhr aufgeben musste. Dadurch kam Stewart auf den zweiten Rang, während Carlos Pace nach einem erfolgreichen Überholmanöver gegen Reutemann den dritten Platz erzielte.
Fittipaldi lag bei noch drei ausstehenden Rennen nun 24 Punkte hinter Stewart.
Pace fuhr zum zweiten Mal in Folge die schnellste Rennrunde und erreichte die erste Podiumsplatzierung seiner Formel-1-Karriere.

## Meldeliste
| Team                           | Nr. | Fahrer               | Chassis          | Motor                    | Reifen |
| ------------------------------ | --- | -------------------- | ---------------- | ------------------------ | ------ |
| John Player Team Lotus         | 01  | Emerson Fittipaldi   | Lotus 72E        | Ford Cosworth DFV 3.0 V8 | G      |
| John Player Team Lotus         | 02  | Ronnie Peterson      | Lotus 72E        | Ford Cosworth DFV 3.0 V8 | G      |
| Scuderia Ferrari SpA SEFAC     | 04  | Arturo Merzario      | Ferrari 312B3    | Ferrari 001/11 3.0 F12   | G      |
| Elf Team Tyrrell               | 05  | Jackie Stewart       | Tyrrell 006      | Ford Cosworth DFV 3.0 V8 | G      |
| Elf Team Tyrrell               | 06  | François Cevert      | Tyrrell 006      | Ford Cosworth DFV 3.0 V8 | G      |
| Yardley Team McLaren           | 07  | Denis Hulme          | McLaren M23      | Ford Cosworth DFV 3.0 V8 | G      |
| Yardley Team McLaren           | 08  | Peter Revson         | McLaren M23      | Ford Cosworth DFV 3.0 V8 | G      |
| Ceramica Pagnossin Team        | 09  | Rolf Stommelen       | Brabham BT42     | Ford Cosworth DFV 3.0 V8 | G      |
| Motor Racing Developments      | 10  | Carlos Reutemann     | Brabham BT42     | Ford Cosworth DFV 3.0 V8 | G      |
| Motor Racing Developments      | 11  | Wilson Fittipaldi    | Brabham BT42     | Ford Cosworth DFV 3.0 V8 | G      |
| Embassy Racing                 | 12  | Graham Hill          | Shadow DN1       | Ford Cosworth DFV 3.0 V8 | G      |
| Clarke-Mordaunt-Guthrie Racing | 15  | Mike Beuttler        | March 731        | Ford Cosworth DFV 3.0 V8 | G      |
| UOP Shadow Racing Team         | 16  | George Follmer       | Shadow DN1       | Ford Cosworth DFV 3.0 V8 | G      |
| UOP Shadow Racing Team         | 17  | Jackie Oliver        | Shadow DN1       | Ford Cosworth DFV 3.0 V8 | G      |
| March Racing Team              | 18  | Jean-Pierre Jarier   | March 731        | Ford Cosworth DFV 3.0 V8 | G      |
| Marlboro B.R.M.                | 19  | Clay Regazzoni       | BRM P160E        | BRM P142 3.0 V12         | F      |
| Marlboro B.R.M.                | 20  | Jean-Pierre Beltoise | BRM P160E        | BRM P142 3.0 V12         | F      |
| Martini Racing Team            | 22  | Chris Amon           | Tecno PA123/6    | Tecno Series-P 3.0 F12   | F      |
| Brooke Bond Oxo Team Surtees   | 23  | Mike Hailwood        | Surtees TS14A    | Ford Cosworth DFV 3.0 V8 | F      |
| Brooke Bond Oxo Team Surtees   | 24  | Carlos Pace          | Surtees TS14A    | Ford Cosworth DFV 3.0 V8 | F      |
| Frank Williams Racing Cars     | 25  | Howden Ganley        | Iso-Marlboro IR2 | Ford Cosworth DFV 3.0 V8 | F      |
| Frank Williams Racing Cars     | 26  | Gijs van Lennep      | Iso-Marlboro IR1 | Ford Cosworth DFV 3.0 V8 | F      |
| Hesketh Racing                 | 27  | James Hunt           | March 731        | Ford Cosworth DFV 3.0 V8 | G      |
| Team Ensign                    | 28  | Rikky von Opel       | Ensign N173      | Ford Cosworth DFV 3.0 V8 | F      |

## Klassifikationen

### Startaufstellung
| Pos. | Fahrer               | Konstrukteur | Zeit    | Ø-Geschwindigkeit | Start |
| ---- | -------------------- | ------------ | ------- | ----------------- | ----- |
| 01   | Emerson Fittipaldi   | Lotus-Ford   | 1:34,98 | 224,043 km/h      | 01    |
| 02   | Ronnie Peterson      | Lotus-Ford   | 1:35,37 | 223,127 km/h      | 02    |
| 03   | Denis Hulme          | McLaren-Ford | 1:35,69 | 222,381 km/h      | 03    |
| 04   | Peter Revson         | McLaren-Ford | 1:35,86 | 221,986 km/h      | 04    |
| 05   | Carlos Reutemann     | Brabham-Ford | 1:36,01 | 221,639 km/h      | 05    |
| 06   | Arturo Merzario      | Ferrari      | 1:36,42 | 220,697 km/h      | 06    |
| 07   | Jackie Stewart       | Tyrrell-Ford | 1:36,44 | 220,651 km/h      | 07    |
| 08   | Carlos Pace          | Surtees-Ford | 1:36,48 | 220,560 km/h      | 08    |
| 09   | James Hunt           | March-Ford   | 1:36,63 | 220,217 km/h      | 09    |
| 10   | François Cevert      | Tyrrell-Ford | 1:36,77 | 219,899 km/h      | 10    |
| 11   | Mike Beuttler        | March-Ford   | 1:36,83 | 219,762 km/h      | 11    |
| 12   | Jean-Pierre Jarier   | March-Ford   | 1:36,93 | 219,536 km/h      | 12    |
| 13   | Jean-Pierre Beltoise | B.R.M.       | 1:37,46 | 218,342 km/h      | 13    |
| 14   | Clay Regazzoni       | B.R.M.       | 1:37,52 | 218,208 km/h      | 14    |
| 15   | Mike Hailwood        | Surtees-Ford | 1:37,60 | 218,029 km/h      | 15    |
| 16   | Wilson Fittipaldi    | Brabham-Ford | 1:37,81 | 217,561 km/h      | 16    |
| 17   | Rolf Stommelen       | Brabham-Ford | 1:37,85 | 217,472 km/h      | 17    |
| 18   | Jackie Oliver        | Shadow-Ford  | 1:37,97 | 217,205 km/h      | 18    |
| 19   | Rikky von Opel       | Ensign-Ford  | 1:38,22 | 216,652 km/h      | 19    |
| 20   | George Follmer       | Shadow-Ford  | 1:38,30 | 216,476 km/h      | 20    |
| 21   | Howden Ganley        | Iso-Ford     | 1:39,38 | 214,124 km/h      | 21    |
| 22   | Graham Hill          | Shadow-Ford  | 1:39,50 | 213,865 km/h      | 22    |
| 23   | Chris Amon           | Tecno        | 1:40,39 | 211,969 km/h      | DNS   |
| 24   | Gijs van Lennep      | Iso-Ford     | 1:41,04 | 210,606 km/h      | 23    |

### Rennen
| Pos. | Fahrer               | Konstrukteur | Runden | Stopps | Zeit       | Start | Schnellste Runde |
| ---- | -------------------- | ------------ | ------ | ------ | ---------- | ----- | ---------------- |
| 01   | Ronnie Peterson      | Lotus-Ford   | 54     | 0      | 1:28:48,78 | 02    |                  |
| 02   | Jackie Stewart       | Tyrrell-Ford | 54     | 0      | + 9,01     | 07    |                  |
| 03   | Carlos Pace          | Surtees-Ford | 54     | 0      | + 46,64    | 08    | 1:37,29          |
| 04   | Carlos Reutemann     | Brabham-Ford | 54     | 0      | + 47,91    | 05    |                  |
| 05   | Jean-Pierre Beltoise | B.R.M.       | 54     | 0      | + 1:21,30  | 13    |                  |
| 06   | Clay Regazzoni       | B.R.M.       | 54     | 0      | + 1:38,40  | 14    |                  |
| 07   | Arturo Merzario      | Ferrari      | 53     | 0      | + 1 Runde  | 06    |                  |
| 08   | Denis Hulme          | McLaren-Ford | 53     | 3      | + 1 Runde  | 03    |                  |
| 09   | Gijs van Lennep      | Iso-Ford     | 52     | 0      | + 2 Runden | 23    |                  |
| 10   | Mike Hailwood        | Surtees-Ford | 49     | 0      | + 5 Runden | 15    |                  |
| –    | Emerson Fittipaldi   | Lotus-Ford   | 48     | 0      | DNF        | 01    |                  |
| –    | Howden Ganley        | Iso-Ford     | 44     | 0      | NC         | 21    |                  |
| –    | Jean-Pierre Jarier   | March-Ford   | 37     | 0      | DNF        | 12    |                  |
| –    | Rikky von Opel       | Ensign-Ford  | 34     | 0      | DNF        | 19    |                  |
| –    | Wilson Fittipaldi    | Brabham-Ford | 31     | 0      | DNF        | 16    |                  |
| –    | Graham Hill          | Shadow-Ford  | 28     | 0      | DNF        | 22    |                  |
| –    | George Follmer       | Shadow-Ford  | 23     | 2      | DNF        | 20    |                  |
| –    | Rolf Stommelen       | Brabham-Ford | 21     | 0      | DNF        | 17    |                  |
| –    | Jackie Oliver        | Shadow-Ford  | 9      | 0      | DNF        | 18    |                  |
| –    | François Cevert      | Tyrrell-Ford | 6      | 0      | DNF        | 10    |                  |
| –    | James Hunt           | March-Ford   | 3      | 0      | DNF        | 09    |                  |
| –    | Peter Revson         | McLaren-Ford | 0      | 0      | DNF        | 04    |                  |
| –    | Mike Beuttler        | March-Ford   | 0      | 0      | DNF        | 11    |                  |

## WM-Stände nach dem Rennen
Die ersten sechs des Rennens bekamen 9, 6, 4, 3, 2 bzw. 1 Punkt(e). In der Konstrukteurswertung zählten nur die Punkte des bestplatzierten Fahrers eines Teams. Es zählten nur die besten sieben Ergebnisse aus den ersten acht Rennen und die besten sechs aus den letzten sieben Rennen. Streichresultate sind in Klammern gesetzt.

### Fahrerwertung
| Pos. | Fahrer               | Konstrukteur                | Punkte |
| ---- | -------------------- | --------------------------- | ------ |
| 01   | Jackie Stewart       | Tyrrell-Ford                | 66     |
| 02   | François Cevert      | Tyrrell-Ford                | 45     |
| 03   | Emerson Fittipaldi   | Lotus-Ford                  | 42     |
| 04   | Ronnie Peterson      | Lotus-Ford                  | 34     |
| 05   | Peter Revson         | McLaren-Ford                | 23     |
| 06   | Denis Hulme          | McLaren-Ford                | 23     |
| 07   | Jacky Ickx           | Ferrari / McLaren-Ford      | 11     |
| 08   | Carlos Reutemann     | Brabham-Ford                | 11     |
| 09   | James Hunt           | March-Ford                  | 8      |
| 10   | Carlos Pace          | Surtees-Ford                | 7      |
| 11   | Arturo Merzario      | Ferrari                     | 6      |
| 12   | Jean-Pierre Beltoise | B.R.M.                      | 6      |
| 13   | George Follmer       | Shadow-Ford                 | 5      |
| 14   | Wilson Fittipaldi    | Brabham-Ford                | 3      |
| 15   | Andrea de Adamich    | Surtees-Ford / Brabham-Ford | 3      |
| 16   | Niki Lauda           | B.R.M.                      | 2      |
| 17   | Clay Regazzoni       | B.R.M.                      | 2      |
| 18   | Chris Amon           | Tecno                       | 1      |
| 19   | Gijs van Lennep      | Iso-Ford                    | 1      |
| 20   | Mike Beuttler        | March-Ford                  | 0      |

| Pos. | Fahrer             | Konstrukteur | Punkte |
| ---- | ------------------ | ------------ | ------ |
| 21   | Howden Ganley      | Iso-Ford     | 0      |
| 22   | Jochen Mass        | Surtees-Ford | 0      |
| 23   | Henri Pescarolo    | March-Ford   | 0      |
| 24   | Mike Hailwood      | Surtees-Ford | 0      |
| 25   | Jackie Oliver      | Shadow-Ford  | 0      |
| 26   | Nanni Galli        | Iso-Ford     | 0      |
| 27   | Jody Scheckter     | McLaren-Ford | 0      |
| 28   | Graham Hill        | Shadow-Ford  | 0      |
| 29   | Rolf Stommelen     | Brabham-Ford | 0      |
| 30   | Luiz Bueno         | Surtees-Ford | 0      |
| 31   | Rikky von Opel     | Ensign-Ford  | 0      |
| 32   | David Purley       | March-Ford   | 0      |
| –    | Jean-Pierre Jarier | March-Ford   | 0      |
| –    | Eddie Keizan       | Tyrrell-Ford | 0      |
| –    | Jackie Pretorius   | Iso-Ford     | 0      |
| –    | Dave Charlton      | Lotus-Ford   | 0      |
| –    | Reine Wisell       | March-Ford   | 0      |
| –    | John Watson        | Brabham-Ford | 0      |
| –    | Roger Williamson † | March-Ford   | 0      |
| –    | Graham McRae       | Iso-Ford     | 0      |

### Konstrukteurswertung
| Pos. | Konstrukteur | Punkte  |
| ---- | ------------ | ------- |
| 01   | Tyrrell-Ford | 77 (81) |
| 02   | Lotus-Ford   | 68 (72) |
| 03   | McLaren-Ford | 42      |
| 04   | Brabham-Ford | 17      |
| 05   | Ferrari      | 12      |
| 06   | B.R.M.       | 9       |

| Pos. | Konstrukteur | Punkte |
| ---- | ------------ | ------ |
| 07   | March-Ford   | 8      |
| 08   | Surtees-Ford | 7      |
| 09   | Shadow-Ford  | 5      |
| 10   | Tecno        | 1      |
| 11   | Iso-Ford     | 1      |
| 12   | Ensign-Ford  | 0      |